# Émilie-Romagne
L’Émilie-Romagne (/e.mi.li.ʁɔ.maɲ/ ; en italien : Emilia-Romagna, /eˈmilja roˈmaɲːa/, en émilien : Emélia-Rumâgna ou Emégglia-Rumâgna, en romagnol : Emîlia-Rumàgna) est une des régions d'Italie, basée sur deux régions historiques : l'Émilie et la Romagne. Peuplée de 4,4 millions d'habitants pour une superficie de 22 446 km2, elle est située dans l'Italie du Nord et sa capitale est Bologne.
L’Émilie-Romagne est considérée comme l'une des régions les plus riches et les plus développées d'Europe. La région est également un important centre culturel et touristique, disposant de la plus ancienne université du monde occidental, comprenant de nombreuses villes de la Renaissance (comme Modène, Parme et Ferrare) et de nombreuses stations touristiques (comme Riccione, Cattolica et Rimini), tout en étant un important centre de production dans les industries agro-alimentaires et automobiles.

## Histoire
L'Émilie-Romagne comprend deux zones historiquement bien distinctes : l'Émilie et la Romagne.
L'Émilie prend son nom de l'antique Via Emilia construite par le consul romain Marcus Aemilius Lepidus. Romagne, en latin Romània, qui est le mot que les Romains employaient pour désigner la région proche de Ravenne.
Par la suite, les deux zones jusqu'à l'unité de l'Italie suivent un parcours historique indépendant de ce découpage géographique. Le nord de l'actuelle région est fédéré par le duché de Parme créé par Paul III au XVe siècle, Ferrare et Modène sont constituées en duché alors que Bologne dépend des États pontificaux. Même à l'issue des guerres napoléoniennes, les territoires connaissent un parcours individuel, Parme devenant un département français, les autres villes (Modène, Bologne, Ferrare et Reggio) rejoignant la République cispadane.
En 2012, la province de Modène et toute la région émilienne est touchée par une série d'importants séismes du 20 au 29 mai ayant entraîné la mort de 25 personnes et de très nombreux dégâts matériels (patrimoine historique et religieux) et industriels (destruction de nombreuses entreprises et stocks de produits agroalimentaires).

### Les principales familles régnantes et seigneuries
- Farnèse
- Este
- Gonzague
- Bourbon-Parme

## Géographie

Répartition du territoire par nature de relief.

- La région comporte trois types de reliefs : la plaine du Pô[2], les Apennins et une zone qui est le transit de l'une vers l'autre dénommée colline (collines).

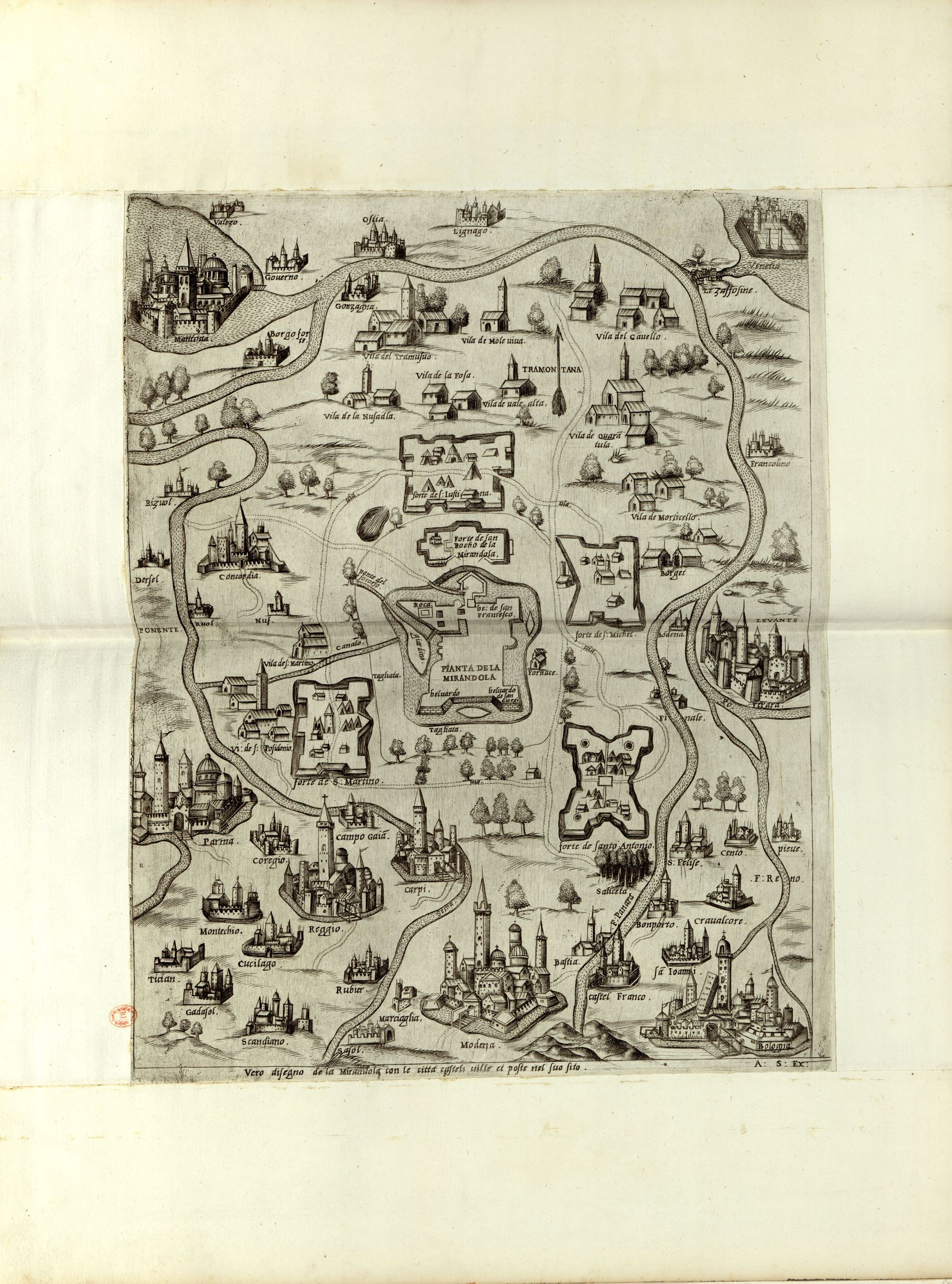
Carte ancienne de Mirandole et sa région proche, XVIe siècle.

- Carte ancienne de Mirandole et sa région proche, XVIe siècle.Le Sillaro, affluent du Reno, marque la frontière géographique entre l’Émilie et la Romagne (régions non administratives).

On observe deux types de climat : celui des côtes près de Milano Marittima avec des hivers frais et humides (en janvier, mois le plus froid, la température peut descendre jusqu'à 0 °C) tandis que les étés sont chauds (30 °C en juillet). À l'intérieur de la région, le climat devient plus continental ; à Parme, par exemple, la neige est fréquente en hiver, en revanche les étés sont extrêmement chauds, plus de 35 °C  en été.

## Langues
Les dialectes émiliens et romagnols continuent à être parlés dans la région et compris par une majorité de la population : 

## Villes

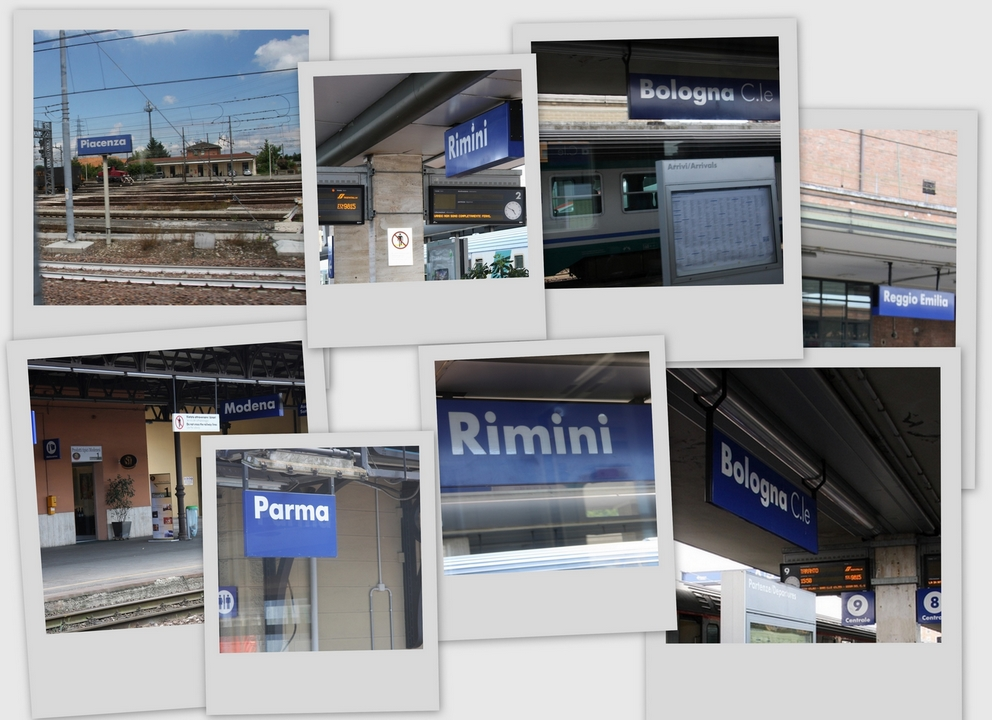
Principales gares de l'axe ferroviaire de l'Émilie-Romagne.

La région est constituée autour de l'axe formé par l'ancienne via Æmilia qui allait de Rimini (sur l'Adriatique) à Milan. Aussi, cet axe constitue un chapelet de villes moyennes dont Bologne, Modène, Reggio d'Émilie, Parme et Plaisance.
Ravenne et Ferrare sont voisines.

## Politique
L'Émilie-Romagne est une région historiquement très à gauche. Autrefois fief du Parti communiste italien, l'Émilie-Romagne vote depuis pour les grands partis de gauche, d'abord les Démocrates de gauche, devenus depuis le Parti démocrate.
Lors des élections régionales de 2020, il s’agit de l’une des rares régions qui résistent à l'ascension de Matteo Salvini en faisant réélire Stefano Bonaccini à la présidence de la région.

## Économie

### Industrie automobile et motocycliste
De nombreux constructeurs, fabricants de moteurs, préparateurs ou carrossiers sont issus de cette région : 
- Ferrari à Maranello
- Maserati à Bologne et Modène
- Lamborghini à Sant'Agata Bolognese
- Pagani à San Cesario sul Panaro
- Bandini Automobili à Forlì
- O.S.C.A. à San Lazzaro di Savena
- De Tomaso à Modène
- Stanguellini à Modène
- VM Motori à Cento
- Bimota à Rimini
- BredaMenarinibus à Bologne
- Carrozzeria Orlandi à Crespellano
- Carrozzeria Scaglietti à Maranello
- Ducati à Bologne
- Italjet à Castel San Pietro Terme
- Landi Renzo à Reggio d'Émilie
- Lombardini à Reggio d'Émilie

### Industrie textile
- Max Mara
- Furla
- Marina Rinaldi
- La Perla
- Mandarina Duck
- Aeffe
- Erreà

## Subdivisions
- Ville métropolitaine de Bologne
- Province de Ferrare
- Province de Forlì-Cesena
- Province de Modène
- Province de Parme
- Province de Plaisance
- Province de Ravenne
- Province de Reggio d'Émilie
- Province de Rimini

La région Émilie-Romagne est divisée en neuf provinces :
- Bologne (BO) avec sa ville métropolitaine,
- Ferrare (FE),
- Forlì-Cesena (FC),
- Modène (MO),
- Parme (PR),
- Plaisance (PC),
- Ravenne (RA),
- Reggio d'Émilie (RE),
- Rimini (RN).

## Population

### Ethnies et minorités étrangères
Selon les données de l’Institut national de statistique (ISTAT) au 1er janvier 2011, la population étrangère résidente était de 500 598 personnes.
Les nationalités majoritairement représentatives étaient :
| Pos. | Pays     | Population |
| ---- | -------- | ---------- |
| 1    | Maroc    | 70 588     |
| 2    | Roumanie | 66 602     |
| 3    | Albanie  | 60 695     |
| 4    | Moldavie | 27 787     |
| 5    | Ukraine  | 27 501     |

## Culture

### Gastronomie

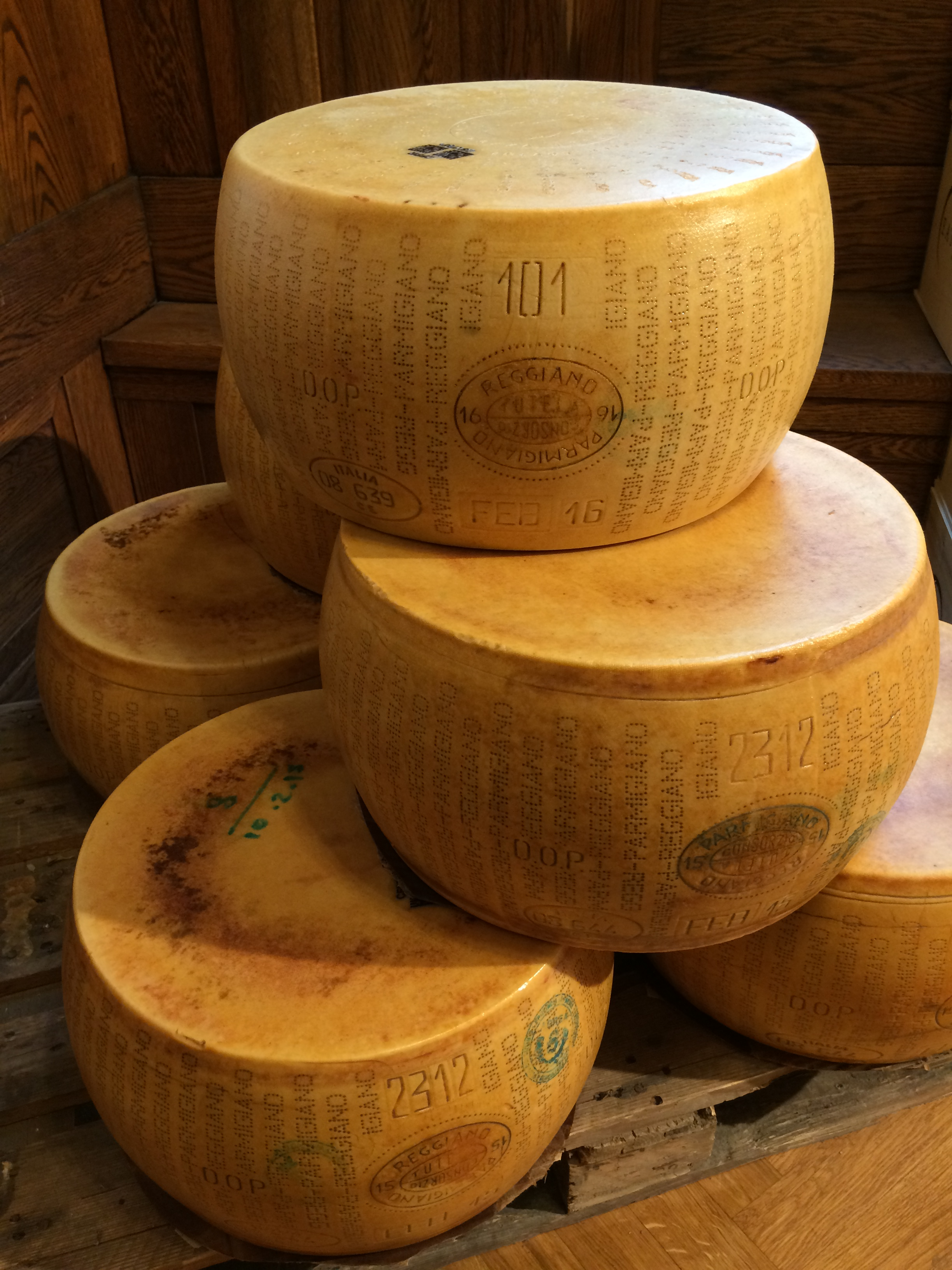
Parmesan.

Vinaigre balsamique, jambon de Parme, parmesan, Grana Padano, mortadelle, sauce bolognaise, tagliatelle, tortellini, etc. sont originaires de l'Émilie-Romagne. Elle est aussi connue pour le cochon, ou sa charcuterie. Un plat typique de l'Émilie-Romagne est par exemple le Pan speziale.

### Sport
La ville d’Imola en Émilie-Romagne est réputée pour son circuit de course automobile, l’autodrome Enzo e Dino Ferrari, sur lequel ont lieu régulièrement des grands prix de Formule 1.

## Personnalités
- Stefano Accorsi - acteur
- Renato Albertini - parlementaire
- Carlo Ancelotti - entraineur de football
- Michelangelo Antonioni - cinéaste
- Marco Bellocchio - cinéaste
- Bernardo Bertolucci - cinéaste
- Laura Betti - actrice et chanteuse
- Alberto Bevilacqua -  écrivain
- Loris Capirossi - pilote de vitesse moto
- Oreste Carpi - peintre
- Raffaella Carrà - chanteuse, actrice et présentatrice
- Arcangelo Corelli - violoniste et compositeur
- Lucio Dalla - chanteur
- Sara Errani - joueuse de tennis
- Edmondo Fabbri - entraîneur de football
- Federico Fellini - réalisateur de cinéma
- Enzo Ferrari - fondateur de Ferrari
- Alberta Ferretti - styliste et fondatrice de Aeffe
- Ferruccio Lamborghini - fondateur de Lamborghini
- Luciano Ligabue - chanteur
- Alberto Michelotti - arbitre de football
- Gianni Morandi - chanteur
- Giorgio Morandi - peintre
- Benito Mussolini - homme politique et dictateur
- Marco Pantani - cycliste
- Giovanni Pascoli - poète
- Pier Paolo Pasolini - écrivain et cinéaste
- Renzo Pasolini - pilote de vitesse moto
- Laura Pausini - chanteuse
- Luciano Pavarotti - ténor
- Romano Prodi - homme politique
- Vasco Rossi - chanteur
- Arrigo Sacchi - entraineur de football
- Marco Simoncelli - pilote de vitesse moto
- Ferruccio Tagliavini - ténor
- Renata Tebaldi - cantatrice
- Alberto Tomba - skieur
- Arturo Toscanini - chef d'orchestre
- Giuseppe Verdi - compositeur
- Azeglio Vicini - entraineur de football
- Mario Vicini - cycliste
- Zucchero - chanteur
- Valerio Zurlini - cinéaste